# Phaolô Lê Bảo Tịnh
Phaolô Lê Bảo Tịnh là một linh mục, tử đạo Việt Nam.

## Tiểu sử
Phaolô Lê Bảo Tịnh sinh năm 1793 tại thôn Trinh Hà, xã Hoằng Trung, huyện Hoằng Hóa, phủ Hà Trung, thừa tuyên Thanh Hoa (nay thuộc tỉnh Thanh Hoá), trong một gia đình Công giáo thuộc xứ cai quản của Hạt đại diện Tông tòa Tây Đàng Ngoài. Cha mẹ ông có sáu người con, ông là con thứ ba. Năm 12 tuổi, Lê Bảo Tịnh đến ở với linh mục tên Ruệ tại giáo xứ Bạch Bát để học chữ Nho, sau đó vào trường Kẻ Vĩnh để học tiếng Latin. Đến khi được lên đại chủng viện, Lê Bảo Tịnh quyết định vào rừng ở Bạch Bát để ẩn tu, ngày cầu nguyện và ăn chay. Nhưng chỉ sau một năm, Giám mục địa phương khi ấy là Havard Du buộc ông phải trở về lại đại chủng viện tiếp tục tu học. Về sau, ông được Giám mục Havard Du tin tưởng phái đi Macao hai lần để tiếp nhận tiền bạc và đồ đạc để lo cho việc truyền giáo trong giáo phận, trong đó có một lần cả đoàn bị cướp hết. Tương truyền, trong khi ở Macao, ông có chiêm bao thấy một phụ nữ xinh đẹp hiện ra nói rằng: "Phaolô, Phaolô, khi về An Nam, con sẽ phải chịu khổ vì đạo"; nhưng ông không tin, tưởng là mỹ nhân kế nên mới hỏi lại ba lần bằng tiếng Latin, tiếng Việt và tiếng Hoa. Người phụ nữ này trả lời bằng tiếng tương tự: "Ta là Đức Bà Maria". Dù vậy, ông vẫn không tin cho đến khi bị bắt ở Thạch Tổ năm 1841.
Năm 1839, ông được phái sang Lào để truyền giáo. Được ít lâu, ông lại về nước xin Giám mục sai thêm người sang cùng. Thời gian này, triều đình đang lùng bắt gắt gao các nhà thừa sai, Giám mục Havard Du trốn ở rừng Bạch Bát và chết tại đó, Giám mục kế vị là Retord Liêu. Năm 1840, Giám mục Retord Liêu lại phái Lê Bảo Tịnh sang Macao lần thứ ba để chở đồ và đưa nhà thừa sai Taillandier về Kẻ Vĩnh. Năm 1841, sau khi về nước được vài tháng, trong một lần đi giảng đạo tại, ông bị lý trưởng bắt tại nhà ông Nhiêu Ba và giam ở Hà Nội. Sau 7 năm bị giam ở Hà Nội, ông lại bị đày xuống Phú Yên. Khi vua Tự Đức lên ngai kế vị vua Thiệu Trị, ông ban lệnh ân xá cho tù nhân, Lê Bảo Tịnh cũng được phóng thích và trở về Vĩnh Trị.
Năm 1848, ở tuổi 56, Lê Bảo Tịnh được truyền chức linh mục và đặt làm giám đốc chủng viện Vĩnh Trị. Ngày 27 tháng 2 năm 1857, ông bị bắt lần thứ hai tại chủng viện trên. Ông bị giam ở Nam Định chờ ngày vua ra án. Ban đầu, ông chịu án tù chung thân vì tuổi đã cao, nhưng về sau, nhà vua ra án tử hình trảm quyết. Nhận được bản án, quan án cố gắng giải cứu cho linh mục Tịnh bằng cách khuyến dụ ông bỏ đạo Công giáo. Nhưng ông từ tốn đáp lại lời quan rằng: "Tôi xin chân thành cảm ơn quan, vẫn luôn có lòng tốt tìm cách cứu tôi. Thân xác tôi ở trong tay quan, xin làm khổ nó tùy ý, tôi rất vui lòng, không oán than gì. Nó chết đi nhưng mai ngày sẽ sống lại trong vinh quang. Còn linh hồn tôi là của Thiên Chúa, không có gì làm tôi hy sinh nó được, không ai có thể lay chuyển lòng tin tưởng của tôi. Đạo Thiên Chúa là chính đạo, là đạo thật, tôi yêu mến và giữ đạo ấy từ thuở bé, và dù tôi có chết cũng chẳng bỏ được".
Ngày 6 tháng 4 năm 1857, linh mục Phaolô Lê Bảo Tịnh bị trảm quyết tại pháp trường Bảy Mẫu (Nam Định). Ngày 2 tháng 5 năm 1909, Giáo hoàng Piô X đã phong linh mục Phaolô Lê Bảo Tịnh lên bậc chân phước. Ngày 19 tháng 6 năm 1988, Giáo hoàng Gioan Phaolô II phong ông lên bậc hiển thánh.